# Polipropilene
Il polipropilene (o polipropene, abbreviato in PP) è un polimero termoplastico che può mostrare diversa tatticità. Il prodotto più interessante dal punto di vista commerciale è quello isotattico: è un polimero semicristallino caratterizzato da un elevato carico di rottura, una bassa densità, una buona resistenza termica e all'abrasione.
La densità del polipropilene isotattico è di 900 kg/m³ e il punto di fusione è spesso oltre i 165 °C. Le proprietà chimiche, determinate in fase di produzione, comprendono la stereoregolarità, la massa molecolare e l'indice di polidispersione. Il prodotto atattico si presenta invece come un materiale dall'aspetto gommoso, e ha scarso interesse commerciale (è stato usato solo come additivo).

## Storia: produzione e catalisi

Polipropilene, isotattico (in alto) e sindiotattico (in basso).

Nel 1953 Karl Ziegler scoprì che una miscela di TiCl4 e AlEt3 catalizzano la polimerizzazione dell'etilene a dare il polietilene. Giulio Natta notò immediatamente che tale catalizzatore non era utilizzabile per la produzione di polimeri del propilene: con il catalizzatore di Ziegler si ottenevano solo oligomeri del propilene ad elevato contenuto di prodotto atattico.
Nel 1954 Giulio Natta e Karl Ziegler scoprirono che una resa elevata di polipropilene isotattico si ottiene con una miscela di TiCl3 cristallino e AlEt2Cl (Dietil Alluminio Cloruro, DEAC). Peculiarità del cristallo di titanio tricloruro è la presenza di centri metallici in coordinazione ottaedrica ma con insaturazioni della sfera di coordinazione; il propilene è in grado di coordinarsi ai centri metallici attraverso queste lacune, e di polimerizzare in maniera stereospecifica a dare polipropilene isotattico. Un meccanismo ipotizzato, ancora oggi ritenuto il più fondato, fu proposto da Cossee e da Arlman nel 1964.
La produzione venne iniziata dall'industria italiana Montecatini (poi Montedison), in particolare assunse particolare rilevanza lo stabilimento presso il polo petrolchimico di Ferrara, e riscosse un ampio successo.
Dopo accurato lavaggio per eliminare eventuali residui di catalizzatore rimasti inclusi nel prodotto (tali ceneri possono dare problemi di corrosione negli impianti dell'acquirente e produttore di oggetti in polipropilene), la resa del catalizzatore di Natta risultava di 4 kg di prodotto per grammo di catalizzatore. Con il catalizzatore sopra citato, inoltre, il 92% del prodotto è costituito da polipropilene isotattico; tale percentuale poteva essere aumentata estraendo il prodotto atattico in eptano bollente. Il prodotto finale sotto forma di polvere, così pulito, viene estruso in pallottole (pellet).

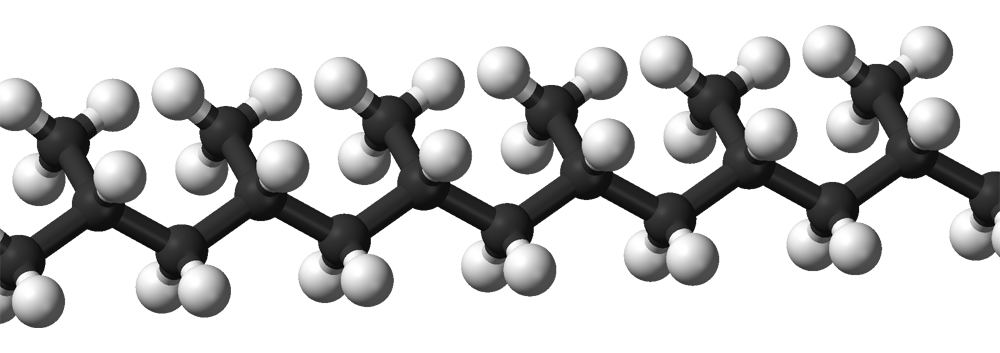
modello tridimensionale di polipropilene isotattico

Nel 1971 la Solvay sviluppa un nuovo catalizzatore a base di TiCl3 macinato in presenza di un etere altobollente (dibutiletere). Una elevata resa del catalizzatore (circa 16 kg di polipropilene per grammo di catalizzatore) fu ricondotta all'azione dell'etere, che essendo una base di Lewis disattiva alcune specie presenti sul cristallo di TiCl3 potenzialmente dannose all'attività catalitica. Inoltre l'indice isotattico sale al 96%, rendendo inutile il processo di purificazione dall'atattico con notevole miglioramento dell'attività produttiva.
Solo 4 anni dopo viene prodotto un nuovo catalizzatore a base di TiCl3 supportato su MgCl2, che si rivela un ottimo supporto avendo una struttura cristallina quasi identica a quella del TiCl3. Il catalizzatore è additivato con benzoato di (2-etil) esile in qualità di base di Lewis. Le elevatissime rese (325 kg di PP / g di catalizzatore) rendono superflua addirittura la rimozione delle ceneri catalitiche, mentre si ripropone il problema della rimozione dell'atattico (indice isotattico = ~92%). La sostituzione, nel 1981, del benzoato con uno ftalato permette la produzione di polipropilene avente indice isotattico pari al 97%, mentre l'attività catalitica oscilla fra 600 e 1300 kg/g.

## Condizioni di reazione e impianto
Il propilene proviene dal cracking di raffineria e deve essere purificato da residui di acqua, ossigeno, monossido di carbonio e composti solforati che possono avvelenare il catalizzatore. Il processo avviene a 60-70 °C e 10 atm di pressione. La reazione è esotermica e l'ambiente di reazione è raffreddato da serpentine e dal monomero di alimentazione (ΔH = 2500 kJ\kg).
Il propilene non reagito viene quindi rimosso e riciclato. Il prodotto isotattico viene recuperato per centrifugazione, mentre il solvente di reazione dovrebbe contenere il prodotto atattico in soluzione. Il prodotto isotattico viene quindi asciugato e additivato da stabilizzanti prima di essere esposto all'aria (la polvere è sensibile all'ossidazione atmosferica). La polvere viene quindi estrusa in pellet.
Le recenti scoperte fatte dalla sonda Cassini su Titano, una grande luna di Saturno, hanno rilevato nel 2013 la presenza di propilene e di polipropilene e di altri idrocarburi della stessa famiglia e contenenti 3 atomi di carbonio nell'atmosfera del satellite. La notizia, apparentemente marginale e di scarso valore, in realtà svela l'esistenza in natura di una "chimica organica del freddo" in grado di creare polimeri complessi con procedimenti alternativi al cracking e ancora totalmente ignoti.

## Applicazioni

Codice identificativo di riciclaggio del polipropilene

Il polipropilene ha conosciuto un grande successo nell'industria della plastica: molti oggetti di uso comune, dagli zerbini agli scolapasta per fare alcuni esempi, sono fatti di polipropilene. Altri esempi di utilizzo del polipropilene sono: i cruscotti degli autoveicoli ed i paraurti, i tappi e le etichette delle bottiglie di plastica, le reti antigrandine, le custodie dei CD, le capsule del caffè, i bicchierini bianchi di plastica per il caffè.

### Polipropilene per uso tessile
Alcune società del gruppo Montedison producevano polipropilene per uso tessile in forma di fiocco, chiamato commercialmente Meraklon e in forma di filo continuo, normalmente usato per la fabbricazione di tappeti e di moquette, con il nome commerciale di Neofil.

#### Etichettatura tessile
- PP - sigla della denominazione della fibra polipropilenica.

### Bottale in polipropilene
Applicando le funzionalità e le caratteristiche di questo materiale al mondo della conceria, negli anni novanta Mario Serrini inventò il primo bottale in polipropilene e, negli anni successivi, si adoperò per perfezionarne l'aspetto tecnico e il rendimento in ambito conciario.

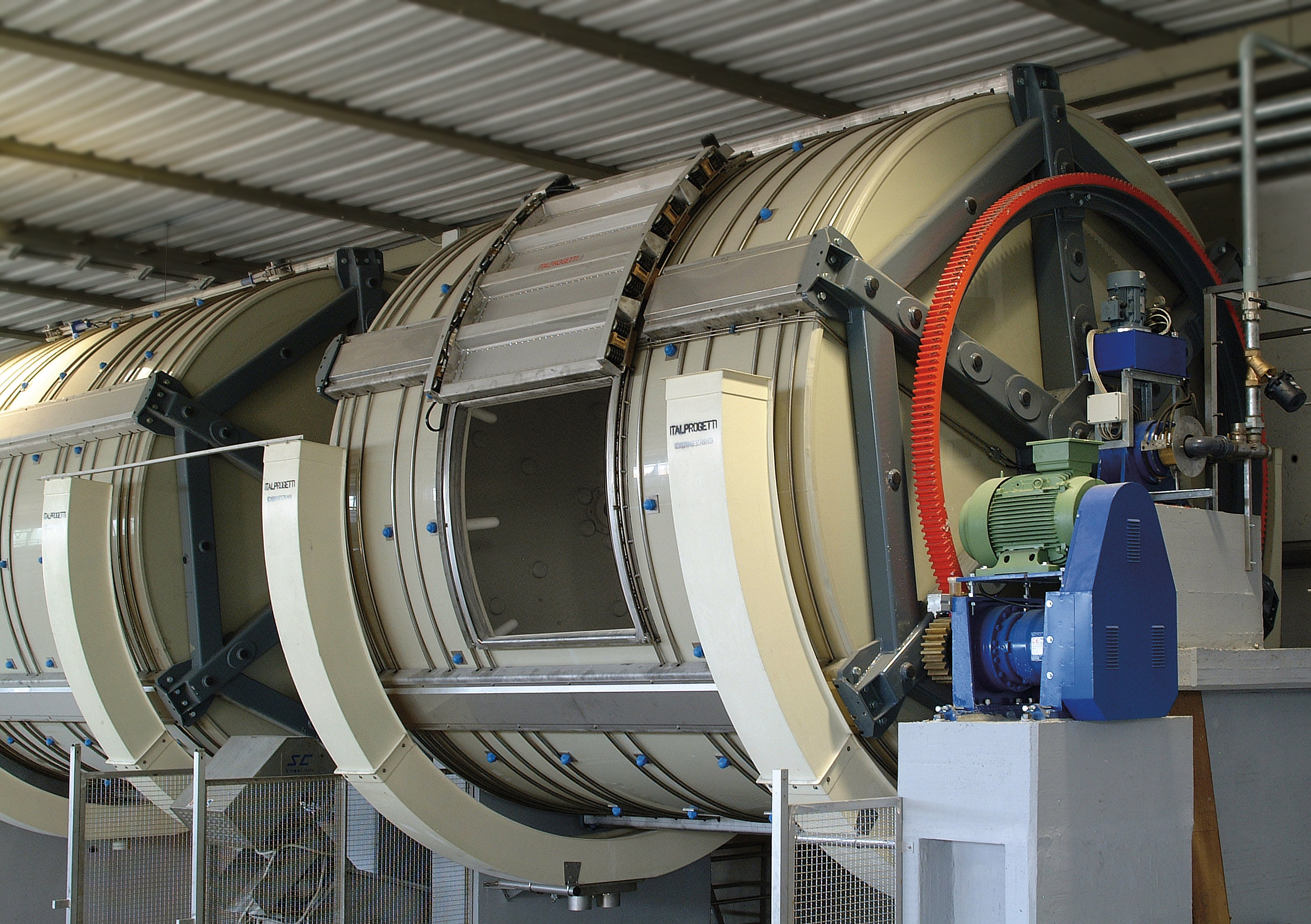
Un bottale in polipropilene in una conceria

Le caratteristiche tipiche del polipropilene omopolimero (PPH) in lastre utilizzato per la costruzione dei bottali per la concia sono le seguenti:
- superficie estremamente liscia;
- alta resistenza agli urti;
- eccellenti valori di durezza, rigidità e resistenza alla trazione;
- resistenza alle rotture da stress;
- resistenza all'abrasione;
- ottima robustezza a temperature di esercizio incluse tra -5 °C e 95 °C;
- eccellenti proprietà isolanti elettriche e termiche;
- ottima resistenza agli agenti chimici;
- nessun assorbimento di acqua.

I bottali in polipropilene risultano particolarmente adatti per processi innovativi che non possono essere gestiti da bottali tradizionali. In particolare:
- Calcinaio ossidativo: il processo tradizionale che fa uso di calce e solfuro di sodio lascia il posto ad un processo dove i principali prodotti chimici utilizzati sono acqua ossigenata e soda.

Nonostante gli evidenti vantaggi del calcinaio ossidativo (fiore più fine e pulito, vantaggi ambientali con relativi minori costi, maggior sicurezza per i lavoratori), non ha mai trovato una vera applicazione industriale per i limiti derivanti dall'uso dei bottali tradizionali in legno o acciaio inox.
- Conceria allo zirconio: la concia con sali di zirconio è un processo molto aggressivo, dal momento che si lavora a pH estremamente bassi (circa 1,0). In conseguenza di ciò, tutte le parti metalliche dei bottali tradizionali soffrono di un veloce processo di corrosione. Il bottale in polipropilene, se ben "rivestito" internamente, non ha nessuna parte metallica in contatto con il bagno, in modo da gestire il processo in sicurezza. In questo modo si riescono a sfruttare tutti i vantaggi della concia allo zirconio, in termini di brillantezza dei colori finali e facilità di ottenere colori chiari.
- Ipoclorito di sodio, permanganato di potassio: spesso utilizzati nella lavorazione di pelli di rettile, sono degli energici ossidanti e sono causa di seri danneggiamenti alle parti metalliche all'interno della botte. Questi prodotti sono utilizzati perché ossidano il pigmento naturale del rettile (livrea), e mediante processo di ossidoriduzione successiva, la rendono completamente bianca. Il rivestimento interno in polipropilene garantisce la protezione delle parti metalliche.

### Altri usi
Il polipropilene è usato anche come isolante per cavi elettrici, in alternativa al cloruro di polivinile, per cavi di tipo LSOH in ambienti a bassa ventilazione, come ad esempio le gallerie: la caratteristica del polipropilene di emettere meno fumi ed alogeni tossici, i quali ad alte temperature possono produrre sostanze acide, lo rende particolarmente indicato per questo impiego.
Inoltre il polipropilene viene usato per produrre reti per zanzariere plissettate.
L'uso del polipropilene si è esteso a vari campi dell'industria; un esempio importante è la produzione dei tubi per acqua e gas. Il PP ha recuperato rispetto al PE (polietilene) come materia prima per la costruzione di tubazioni per trasporto di acqua e gas in pressione e non: il motivo è da ricercare nelle maggiori performance chimiche e soprattutto meccaniche del PP rispetto al PE.
Un altro utilizzo del polipropilene è la costruzione di aeromodelli dinamici che conferiscono al velivolo una leggerezza unica.
Oggi sono prodotti in PP un numero elevato di oggetti e componenti da costruzione.

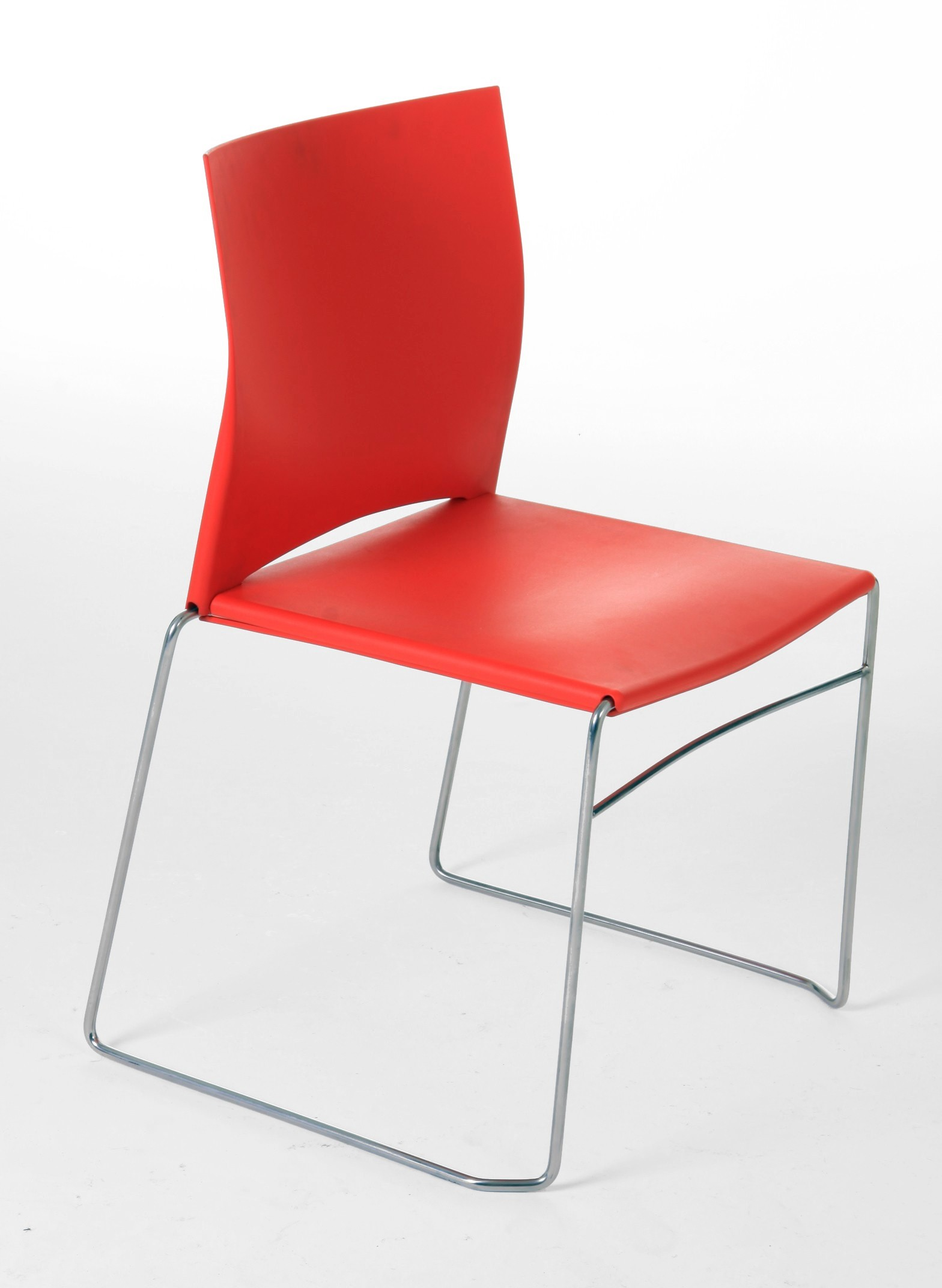
Sedia in acciaio e polipropilene
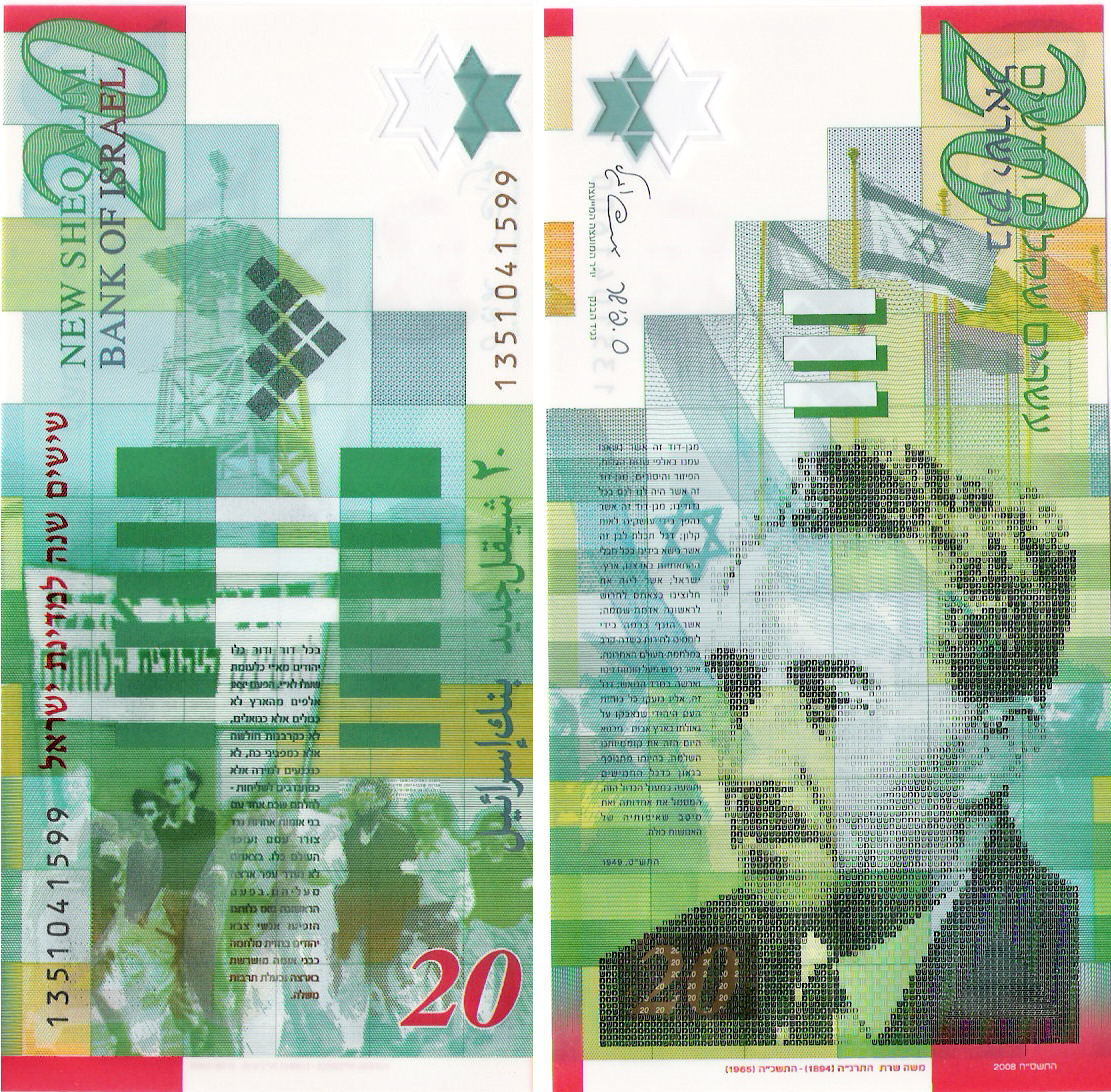
Banconota in polipropilene
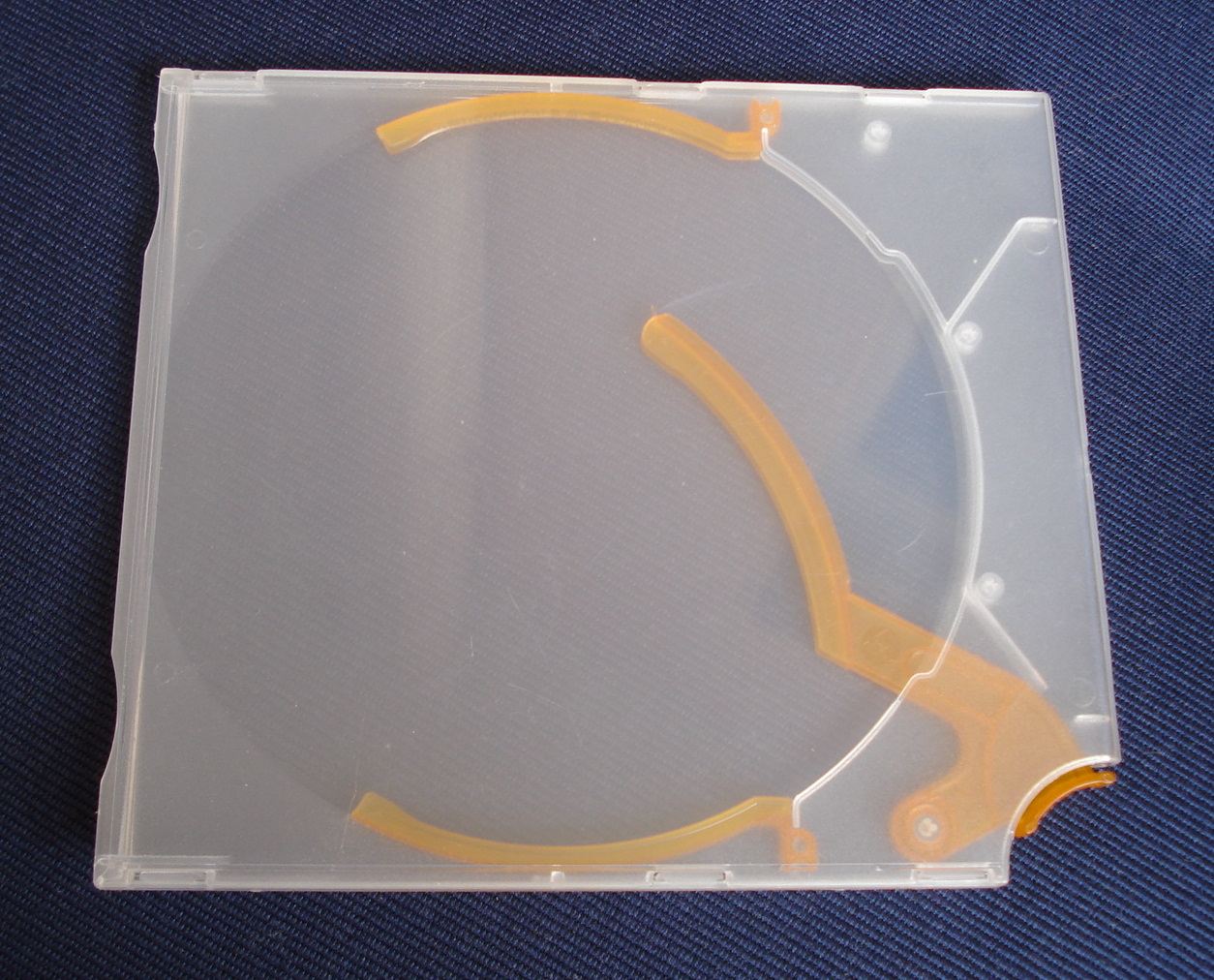
Custodia per CD in polipropilene
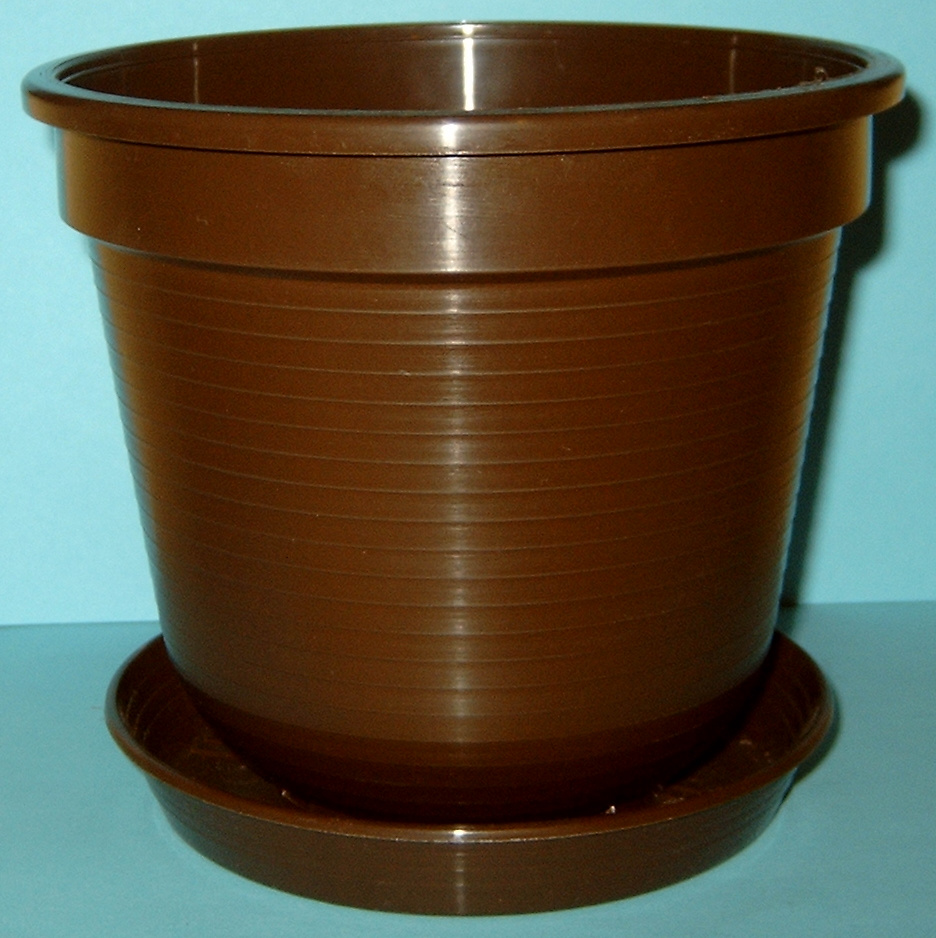
Vaso in polipropilene

### Elapor
L'Elapor è il nome commerciale del polipropilene espanso. È un materiale simile al polistirolo espanso, ma dotato di elevata elasticità meccanica. Resistente al cianoacrilato, è molto usato nell'edilizia e negli ultimi anni nel modellismo, a causa della peculiare caratteristica di essere in grado di riprendere la forma originale se immerso in acqua bollente. Questa caratteristica lo ha reso utile in particolare nei modellini di aeromobili, i quali sono spesso soggetti a urti o danneggiamenti.